# Laxfoss (Norðurá)
Der Laxfoss ist ein Wasserfall im Westen Islands in der Gemeinde Borgarbyggð.
Der Fluss Norðurá aus Norden kommend stürzt 2,5 km südlich des Wasserfalls Glanni um 4 Meter in die Tiefe. Später mündet der Fluss in die Hvítá. Ein ehemaliger Bauernhof mit dem gleichen Namen bei dem Wasserfall wurde 1981 verlassen. Inzwischen wurden die Gebäude wieder hergerichtet und dienen als Sommerhaus.